# Chachba
La familia Chacha o Sharvashidze (en ruso: Чачба, Chachba; plural: Чачаа - Chachaa; en georgiano: შარვაშიძე, Sharvashidze; en forman mingreliana Sharashia) fue una familia noble de Abjasia que, de acuerdo con las últimas investigaciones, se remonta al siglo XII.
A pesar de ser conocida como Sharvashidze, llevando claramente la forma georgiana del típico sufijo "dze", que significa "hijo de", la familia puede derivar de los Shirvanshahs, dinastía de Shirván, en la actual Azerbaiyán. De acuerdo con las crónicas medievales georgianas, los príncipes shirvaneses le fueron prometidas tierras en Abjasia después de la campaña militar del potentado georgiano David IV de Georgia, el "constructor", tomó Shirván en 1124. Con posterioridad, en la historia los Sharvashidze tienen otro nombre de clan totalmente abjaso, "Chachba".
Los historiadores abjasios modernos no están de acuerdo con esta genealogía, y reclaman que la familia tiene un origen local, mencionado en las tradiciones orales abjasias, manteniendo que los Sharvashidze/Chachba estuvieron emparentados con el clan Anchabadze/Achba. Los primeros representantes de la dinastía asumieron los poderes principescos bajo la autoridad de los reyes de Georgia alrededor de 1325. Sin embargo, no es hasta el final de la descomposición del estado feudal unificado de Georgia a finales del siglo XV, cuando los príncipes abjasios obtienen su total independencia, solo para hacerse al poco tiempo vasallos del Imperio otomano. 
El dominio turco trajo cambios mayores en la cultura y las inclinaciones políticas, perdiendo gradualmente los Sharvashidze/Chachba sus vínculos con la nobleza cristiana georgiana. A finales del siglo XVIII, los príncipes Sharvashidze/Chachba abrazaron el Islam, pasando por una división religiosa como parte de las luchas entre el Imperio otomano y el ruso por el control de la zona. Los prorrusos prevalecieron, y Abjasia se unió al Imperio ruso como un principado autónomo en 1810 mientras que a los Sharvashidze/Chachba les fue concedido el rango principesco ruso (en ruso: Шарвашидзе). Con el fin de las guerra del Cáucaso, terminó el gobierno de los Sharvashidze y los últimos resquicios de autonomía abjasia fueron eliminados en 1866.

## Ramas familiares
Los primeros señores aparecen sobre el 1040, con raíces profundas en el país, incluidas las épocas en las que no governaron directamente o en todo el país.
En 1700 empezaron a dividise en ramas, y cada una de ellas gobernaba una pequeña porción del territorio, lo que facilitará la dominación turca en el siglo XVIII y más adelante la conquista rusa (entre 1800 y 1840)
Las principales ramas de los Shirvashidze fueron:
- Rama de "Señor de Lijni".
- Rama de Beddia, después príncipes de Samurzakan.
- Rama de "Saberio-Kapiti", fundada por el príncipe Avtandil Shirvashidze, hermano de Mirza Khan.
- Rama de "Nabanevi", fundada por Bejan Shirvashidze, hermano de Manushihr de Samurzakan, y tuvo una duración efímera.
- Rama de "Otkara", fundada por el príncipe Rostam (Jutunica Shirvashidze), señor de Sujum, y que continuará su hijo Tulaj Shirvashidze originando la rama Shirzarshidze-Tulajica Otkara.
- Rama de "Gulisti", fundada por Inal Bey Shirvashidze, señor de Gulisti, segundo hijo de Djighesti Shirvadshidze de Abjasia. Sus sucesores fueron los príncipes Shirvashidze-Ina-Lipa de Gulisti.
- Rama de "Shuasopeli", fundada por Bekir Beg Shirvashidze, señor de Shuasopeli, hijo de Shirvan Beg Shirvashidze (hermano de Mamuka II Shivarshidze de Abjasia). El hijo y heredero Soslan Beg murió antes de 1811, y le sucedió el hijo de Aleksandr Soslanovich Shirvashidze (Ali Bey), casado con Kessaria Nikolaievna, hija de Nikolaoz Dadiani (Nikolai Giorgievitch Dadianov), señor de Kurdzu. El hijo de este fue el señor de Galidzga.
- Rama de "Tsebelda y Kelassur", fundada por el príncipe Hasan Beg Shirvashidze, hijo de Kelesh A, med-Bey Sharvashidze de Abjasia. Fue efímera, ya que su hijo Demetrio en 1838 no ostentó el título.